# Bhele
Pour les articles homonymes, voir Piri.
Le bhele ou piri est une langue bantoue parlée par les Bhele en République démocratique du Congo.

## Écriture
| a  | b | bh | ch | d   | dh | e  | ɛ  | f  | g  | gb | h | i | j | k | kp | l | m | mb |
| mp | n | nd | ng | ngb | nj | nk | ns | nt | ny | o  | ɔ | p | s | t | u  | w | y |    |